# Ionsugár

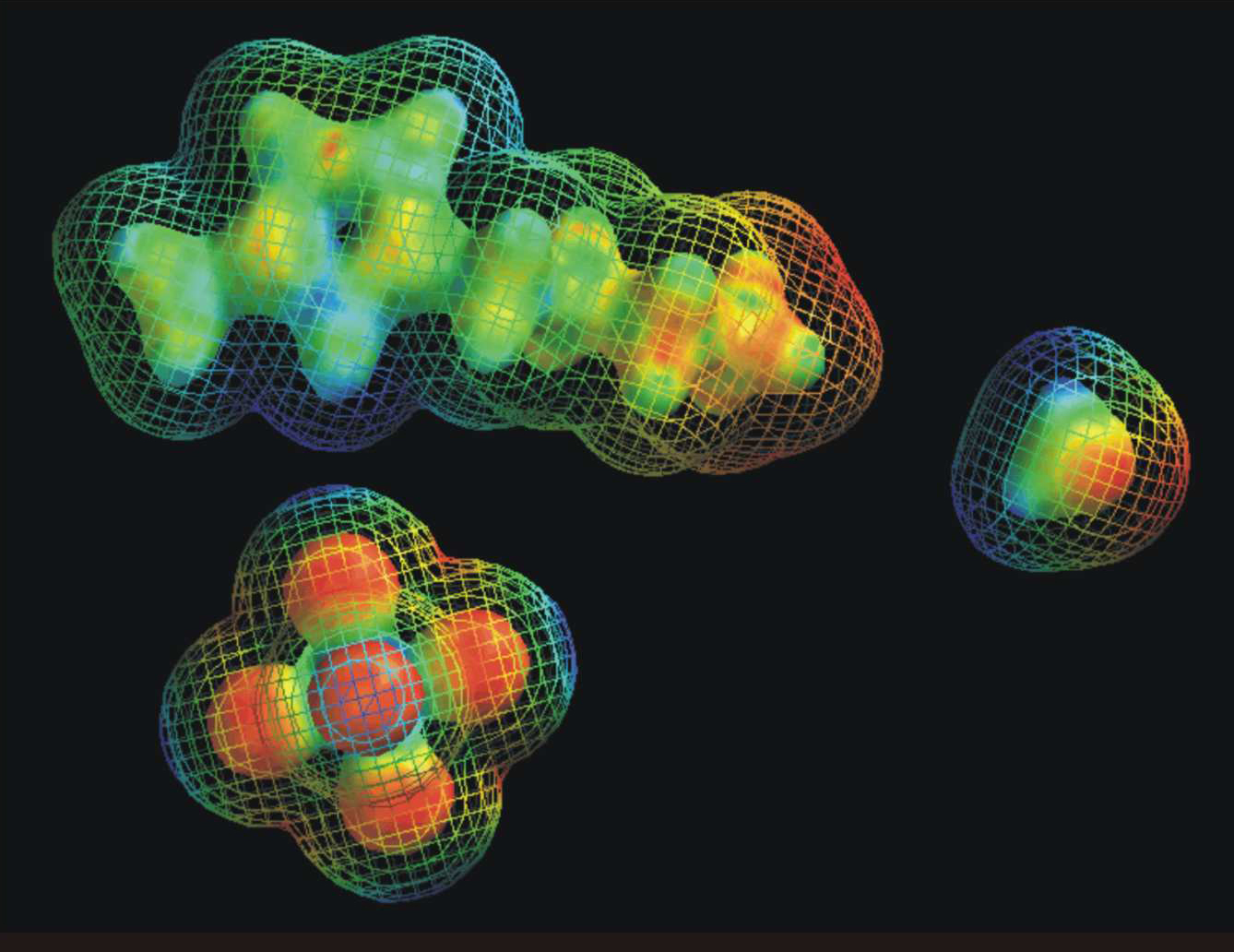
Kalottamodellek az ionok méretének szemléltetésére (kationok - fent, anionok - lent)

Az ionsugár az ionrácsban elhelyezkedő, pozitív vagy negatív töltésű ion sugarát jelöli. Az atomokhoz hasonlóan az ionoknak sincs éles határfelületük, azonban gyakran egyszerű gömbként modellezik őket. E modell alapján két szomszédos ion ionsugarának összege megegyezik a köztük lévő távolsággal az ionrácsban. A pozitív ionok (kationok) mérete mindig kisebb, a negatív ionoké (anionoké) pedig nagyobb a megfelelő semleges atoménál. Például kationképződéskor a pozitív töltéstöbblet miatt az atommag erősebben vonzza az elektronokat, így az ion mérete csökken a semleges atoméhoz képest. Ezzel szemben anionképződéskor az elektrontöbblet és az elektronok közötti taszítás miatt az ion mérete jelentősen nő.
Az ionsugár nem egy állandó tulajdonsága az adott ionnak, hanem függ a koordinációs számtól, a spinállapottól, a környezettől és egyéb paraméterektől. Az ionsugár a periódusos rendszer főcsoportjainak előrehaladtával, valamint a rendszám növekedésével is változik. A magasabb impulzusmomentummal rendelkező ion általában nagyobb ionsugárral rendelkezik, mint a kisebb spinnel bíró. Az ionsugarak ismerete alapvető jelentőségű a kristálykémiában, az anyagok szerkezetének és tulajdonságainak értelmezésében, továbbá a katalitikus folyamatok vizsgálatában is.

## Az ionsugár meghatározása

A krisztallográfia elvi vázlata

Az ionrácsban lévő ionok közötti távolság meghatározásához általában röntgenkrisztallográfiai módszereket alkalmaznak, melyekkel a kristály elemi cellájának méretei is pontosan mérhetők. Például a nátrium-klorid (NaCl) ionrácsa esetén az elemi cella mérete 564,02 pm. Az elemi cellát egy Na – Cl – Na modellel szemléltetve a Na – Cl kötéstávolság az 564,02 pm felének, azaz 282,01 pm-nek tekinthető. A krisztallográfia pontos távolságokat szolgáltat az ionok között, azonban a kötések elhelyezkedését nem mutatja meg részletesen.
A legújabb kutatások során továbbfejlesztett diffrakciós technikákat, például szinkrotron sugárforrásokat és fejlett számítógépes modellezést alkalmaznak, amelyekkel az ionsugarak és a kristályszerkezetek részletei még pontosabban meghatározhatók. Az elektronsűrűség-térképek korszerűbb elemzése lehetővé teszi a töltéseloszlás részletes vizsgálatát és az ionok viselkedésének pontosabb megértését.
Landé olyan ionrácsokat vizsgált, ahol a rácsot alkotó ionok mérete nagyságrendileg különbözik, például a lítium-jodid (LiI) esetében. A lítiumionok sokkal kisebbek, mint a jodidionok, így a lítiumionok a rácsban lévő üregekben helyezkednek el, az ionok szinte érintik egymást. A mérések szerint két szomszédos jodidion közötti távolság a jodidion sugarának kétszerese, 214 pm. Hasonló eljárással határozták meg a rubídiumion ionsugarát is a rubídium-jodid (RbI) kristályszerkezetének vizsgálatával.
Az ionsugarak meghatározásának egy másik jelentős módszere a Madelung-konstans alkalmazása, amely figyelembe veszi az ionok közötti elektrosztatikus kölcsönhatásokat a kristályrácsban. Ezt a módszert főleg akkor alkalmazzák, amikor a hagyományos krisztallográfiai eljárások nem elegendőek a pontos értékek meghatározásához.
A modern adatbázisokban, például Shannon és Prewitt ionsugár-táblázataiban, az egyes ionok sugarai különböző koordinációs számokra és oxidációs állapotokra lebontva találhatók meg, így lehetővé válik a kémiai rendszerek és kristályszerkezetek pontosabb elemzése.

## Nem gömbszimmetrikus ionok

Háromtengelyes ellipszoid

Az ionrádiusz-elmélet azon a feltételezésen alapul, hogy az atomok és az ionok gömbszimmetrikus szerkezetűek. Csoportelméleti megfontolások alapján ez a feltételezés csak olyan kristályráccsal rendelkező ionokra alkalmazható, amelyeknek magas a szimmetriafoka, például a nátrium-klorid vagy a cink-szulfid esetében (szfalerit).
Az alacsony szimmetriafokú ionoknál az elektronsűrűség-eloszlás torzulása miatt a gömbszimmetria megszűnik. Számos pirit-típusú diszulfidban a szulfidionok ún. {\displaystyle C_{3}} kötésű helyzetben vannak a rácsban. A vizsgálatok szerint a szulfidionok ellipszoiddal modellezhetők, melyek szimmetriatengelyei igazodnak a kristályszerkezethez.
Az átmenetifém-ionok esetében különösen gyakori a nem gömbszimmetrikus elektronsűrűség-eloszlás, mivel a d-pályák részlegesen betöltöttek. Ez a jelenség jelentős hatást gyakorol a komplex vegyületek szerkezetére és tulajdonságaira, valamint kiemelt szerepet játszik a koordinációs kémiában. A legmodernebb kvantumkémiai számítások és szimulációk révén ma már pontosabban modellezhető az ionok tényleges alakja és szerkezete.

## Az ionsugarak alkalmazása
Az ionsugarak ismerete kulcsfontosságú számos tudományágban, például a szilárdtestkémiában, anyagtudományban, geokémiában, gyógyszerkutatásban és biokémiában. Az ionok méretének pontos ismerete lehetővé teszi az ionos vegyületek stabilitásának, reakcióképességének, oldhatóságának és szerkezetének előrejelzését, továbbá új anyagok tervezését specifikus tulajdonságokkal.
A kristályszerkezetek osztályozásánál az ionrádiuszok aránya az egyik legfontosabb kritérium, amely meghatározza, hogy milyen típusú kristályszerkezet alakulhat ki. Például a NaCl-típusú rácsszerkezet akkor jön létre, ha a kation/anion rádiuszarány 0,414 és 0,732 között van.
Az ionsugarak szerepe kiemelkedő a kationhelyettesítési folyamatok értelmezésében, például az ásványképződés, a kerámiaipari dópolás, az akkumulátorok fejlesztése és a katalizátorok tervezése során. Az ionsugarak befolyásolják a rácsenergiát, a kristályok stabilitását, olvadáspontját, oldhatóságát és egyéb fizikai, kémiai tulajdonságait is.
A legújabb kutatások kiemelik az ionsugarak szerepét a nanoméretű anyagok, szupramolekuláris rendszerek és biológiai makromolekulák szerkezetének és működésének megértésében is.